# Круги (Вінницький район)
Круги́ — село в Україні, у Вінницькому районі Вінницької області. Населення становить 120 осіб. Входить до складу Тиврівської селищної громади.

## Історія
12 червня 2020 року, відповідно до Розпорядження Кабінету Міністрів України від  № 707-р «Про визначення адміністративних центрів та затвердження територій територіальних громад Вінницької області», увійшло до складу Тиврівської селищної територіальної громади.
19 липня 2020 року, в результаті адміністративно-територіальної реформи та ліквідації Тиврівського району, село увійшло до складу Вінницького району.